# Rellsjön
Rellsjön är en sjö i Göteborgs kommun i Västergötland och ingår i Göta älvs huvudavrinningsområde.

## Bilder

Rellsjön
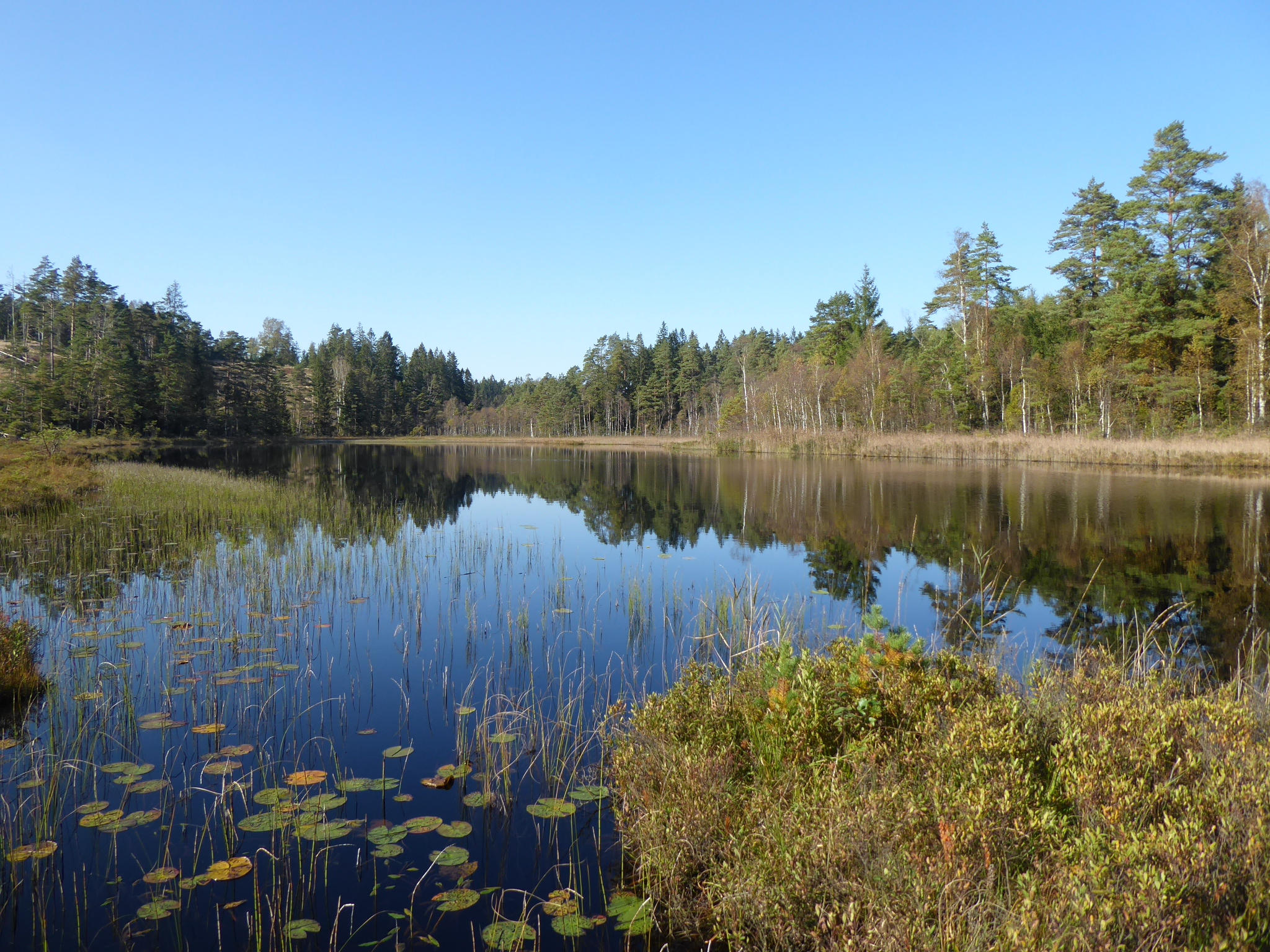
Rellsjön söderifrån
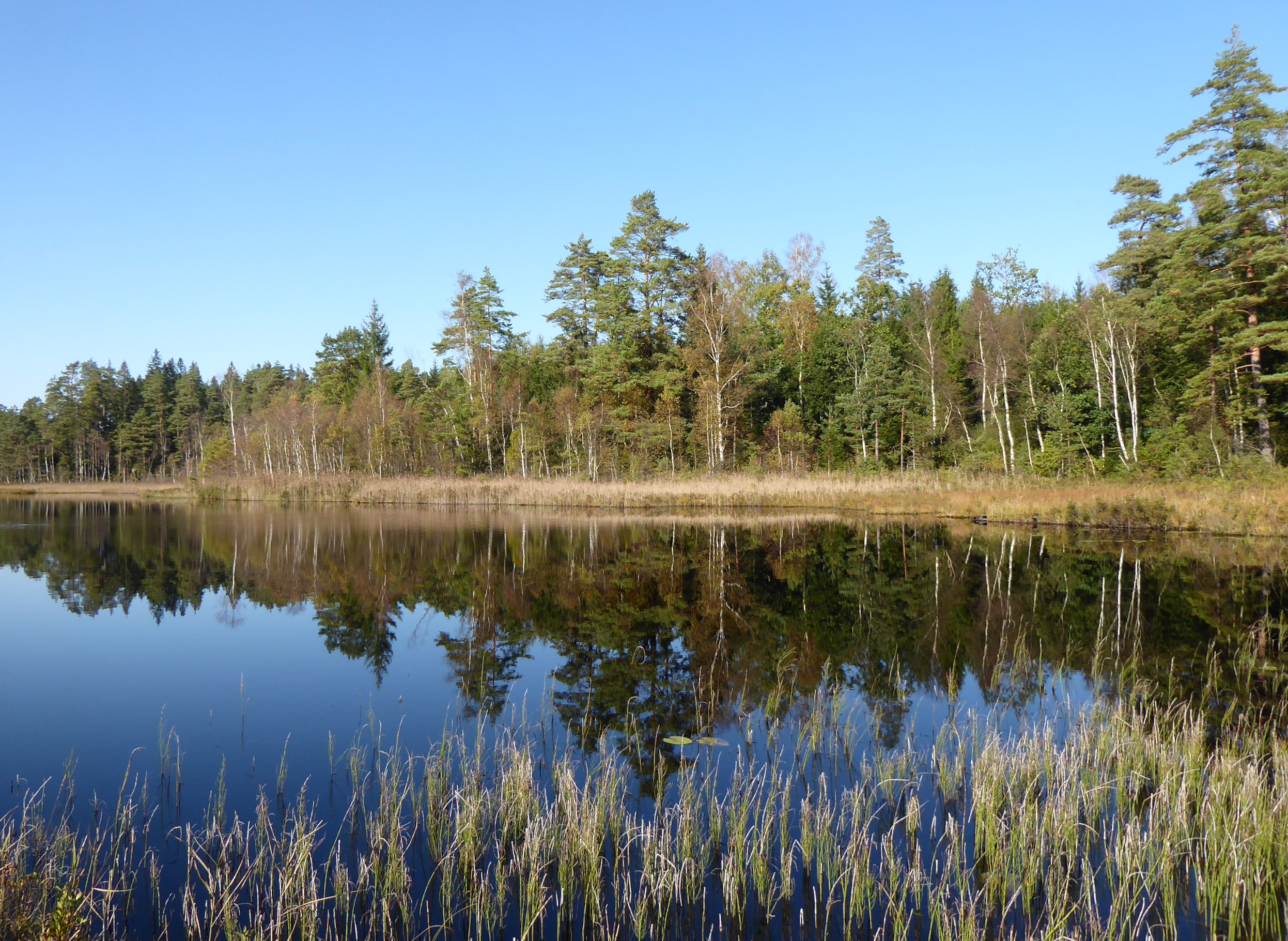
Rellsjöns sydöstra del
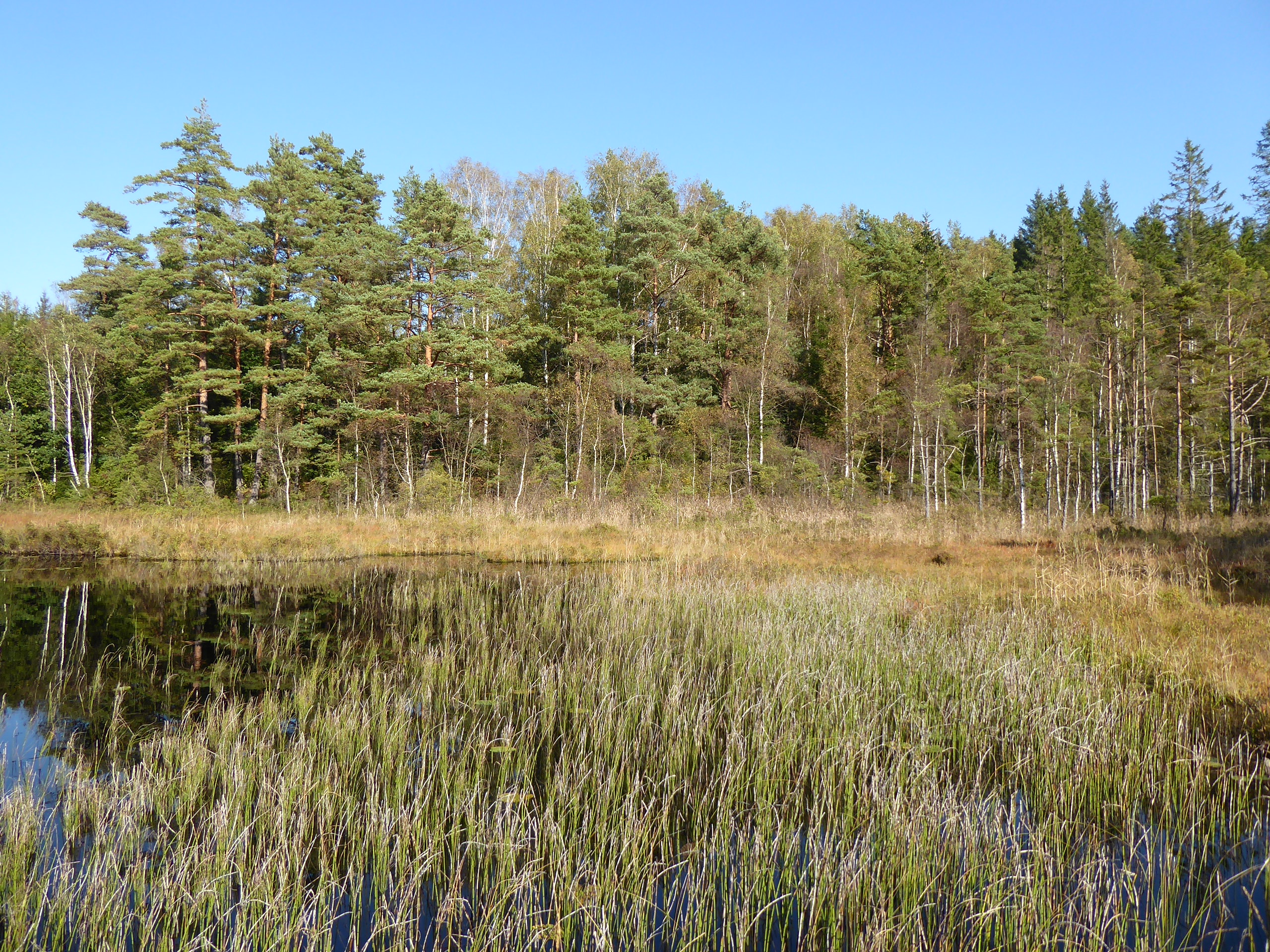
Rellsjöns sydöstra spets